# 씨 피버
《씨 피버》(영어: Sea Fever)는 니사 하디만 감독의 2019년 아일랜드, 스웨덴, 벨기에, 영국의 SF 공포 영화이다.

## 등장 인물

### 주연
- 헤르미온느 코필드 : 시본 역
- 코니 닐슨 : 프레야 역
- 아르달란 에스마일리 : 오미드 역
- 잭 히키 : 조니 역
- 더그레이 스콧 : 제라드 역

### 조연
- 올웬 파우에레 : 시애라 역
- 다그 말름베리 : 교수 역
- 엘리 부아카제 : 수디 역

## 수입사
- 찬란

## 수상 정보
- 제44회 토론토국제영화제 (2019년) 디스커버리 부문
- 제60회 데살로니키 국제 영화제 (2019년) 라운드 미드나잇
- 제27회 제라르메 국제판타스틱영화제 (2020년) 장편경쟁부문